# Chelypus lennoxae
Chelypus lennoxae es una especie de arácnido  del orden Solifugae de la familia Hexisopodidae.

## Distribución geográfica
Se encuentra en el sur de África.